# Deuterokanonisch

Beziehungen verschiedener Manuskripte des AT untereinander verdeutlichen das original griechische Kompilat. Einzelne Buchstaben stehen für Siglen besonders prominenter Handschriften: א, α', A, B, Q. Daneben stehen die Abkürzungen MT und LXX. Die svg-Grafik zeigt weitere Details, wenn sie hinreichend groß dargestellt wird. Grundlage dieses Stemma ist die Urtext-Theorie von Paul de Lagarde, wie sie in der Encyclopaedia Biblica von 1899 referiert wurde

Deuterokanonisch (von griechisch δεύτερος deúteros, deutsch ‚zweiter‘, und griechisch κανών kanṓn, deutsch ‚gerader Stab‘, daraus lateinisch canon ‚Maßstab‘) ist ein Begriff, mit dem bestimmte Schriften des Alten Testaments (AT) bezeichnet werden, die von der römisch-katholischen Kirche und von den orthodoxen Kirchen sowie den altorientalischen Kirchen als integraler Bestandteil der Bibel angesehen werden, also als kanonisch gelten, vom Judentum und von den Kirchen der Reformation jedoch für apokryph gehalten werden. Im protestantischen Raum ist auch der Begriff Apokryphen und in der ökumenischen Zusammenarbeit Spätschriften des Alten Testaments mit fast demselben Inhalt üblich.
Als protokanonisch (von griechisch πρῶτος prō̂tos, deutsch ‚erster‘) werden dagegen die auch im jüdischen und evangelischen Kanon enthaltenen Schriften des Alten Testaments bezeichnet. Die deuterokanonischen Bücher werden, um zusätzliche Schriften ergänzt, von den orthodoxen Kirchen als Anaginoskomena (griechisch ἀναγινωσκόμενα anaginōskómena, „Lesenswerte“) bezeichnet.

## Begriffe
Die Bezeichnungen deutero- und protokanonisch gehen auf Sixtus von Siena (1520–1569) zurück, der sie im ersten Band seiner Bibliotheca Sancta (Venedig 1566) zum ersten Mal verwendete. Die Bezeichnungen spielen auf die Geschichte der Kanonentwicklung an, in der es zu Zweifeln am kanonischen Charakter der deuterokanonischen Schriften kam. Da es keine solchen Zweifel in Bezug auf die protokanonischen Schriften gab, kamen diese als erste in den Kanon, die deuterokanonischen dagegen als zweite nach Überwindung dieser Zweifel; in der lateinischen Kirche geschah das im 4. Jahrhundert nach Christus.
Kurz vor dieser Begriffsbildung hatte Luther bei seiner Bibelübersetzung die deuterokanonischen Texte in einen separaten Bibelteil verlegt, den er „Apokryphen“ nannte, weil er sie als außerkanonisch ansah. Der Begriff „deuterokanonisch“ war eine Reaktion auf diese für Katholiken unzutreffende Bezeichnung. Dadurch hat sich eine Palette fast, aber nicht ganz synonymer Begriffe entwickelt:
apokryph
Das Adjektiv bezeichnet Texte, die nach Form, Inhalt und – oft unzutreffender – Verfasserangabe Bibeltexte sein könnten, die aber nicht zum Bibelkanon gehören (siehe Artikel Apokryphe jüdische Schriften, Apokryphen). Da der Bibelkanon in verschiedenen Konfessionen und Traditionen unterschiedlich ist, ist die genaue Bedeutung von der Haltung des Sprechers abhängig. Das Wort kann, muss aber nicht, auch eine Missbilligung der Herkunft oder des Inhalts des Textes mit ausdrücken. Apokryphe Texte heißen auch kurz „Apokryphen“.
Die Apokryphen
Die Bezeichnung „Die Apokryphen“ für eine eindeutig abgegrenzte Gruppe von Texten bezeichnet diejenigen Texte, die Luther bei seiner Bibelübersetzung in einen separaten Bibelteil zwischen Altes und Neues Testament gesetzt hat, um zu verdeutlichen, dass sie seinem Urteil nach apokryph im eben genannten Sinne sind. Eine inhaltliche Missbilligung ist mit dieser Bezeichnung nicht verbunden. Es handelt sich um eine Auswahl aus den alttestamentlichen Texten der Septuaginta, die nicht im Tanach enthalten sind, und zwar (mit einer Ausnahme) gerade diejenigen, die von der katholischen Kirche als kanonisch angesehen werden.
deuterokanonisch
Das Adjektiv bezeichnet diejenigen Texte aus der voranstehenden Gruppe, die zum katholischen Bibelkanon gehören. Siehe dazu den Anfang dieses Abschnitts und die unten stehende Definition.
Spätschriften des Alten Testaments
Dieser Begriff an Stelle der konfessionell besetzten „deuterokanonische Schriften“ und „Apokryphen“ entstammt einer Vereinbarung der deutschsprachigen Bibelgesellschaften und katholischen Bibelwerke anlässlich der gemeinsam verantworteten Neuübersetzung der Bibel in heutigem Deutsch (1982, später umbenannt in Gute Nachricht Bibel). Allerdings macht auch er eine Aussage zum Kanon, nämlich dass es sich um „Schriften des Alten Testaments“ handelt, also der Bibel.
Das Wort „deuterokanonisch“ wird auch von protestantischen Autoren verwendet, wohl im ursprünglich nicht beabsichtigten Verständnis, dass „einem zweiten, späteren Kanon zugehörig“ nicht bedeuten muss, dass man diesem Kanon selbst zustimmt. Es ist wegen seiner Anwendbarkeit als Adjektiv auch handlicher als die Alternativen („deuterokanonisch“ statt „alttestamentlich-spätschriftlich“).
Die drei letzten Begriffe bezeichnen also im Großen und Ganzen dieselben Texte mit folgenden Unterschieden:
- Sie enthalten unterschiedliche Wertungen hinsichtlich der Zugehörigkeit zum Bibelkanon, wie oben dargestellt.
- Vor allem soweit es um einen separaten Bibelteil geht, sind die Bezeichnungen „Apokryphen“ und „Spätschriften des Alten Testaments“ vorherrschend.
- Strenggenommen gehört das Gebet des Manasse zu den Apokryphen und zu den Spätschriften, nicht aber zu den deuterokanonischen Schriften, weil es dem katholischen Kanon nicht angehört. In den meisten Zusammenhängen kommt es darauf aber nicht an.

## Definition
Bei den deuterokanonischen Schriften handelt es sich um Bücher oder Zusätze zu Büchern, die in der Septuaginta überliefert wurden, nicht aber in der masoretischen Texttradition. Diese Bücher sind in griechischer Sprache überliefert, aber z. T. sind hebräische Originale anzunehmen. Die Entstehungszeit sind die letzten beiden Jahrhunderte v. Chr., daher werden sie in der Gute Nachricht Bibel als „Spätschriften des Alten Testaments“ bezeichnet. Sie bieten wertvolle Einblicke in die Zeit des Judentums kurz vor der Entstehung des Christentums. In diesen Büchern wird oft erwähnt, dass Menschen zu Gott beteten – und diese Gebete werden ausführlich wiedergegeben. In den meisten deuterokanonischen Büchern sind mehr als zehn Prozent des Inhalts solchem Beten gewidmet. Dagegen sind es im Tanach nur einige wenige Prozent des Inhalts, und das gilt auch für das Neue Testament.
Im Einzelnen handelt es sich um die folgenden Texte; hier ist „in evangelischen Bibeln“ zu verstehen als „in Bibeln mit evangelischem oder ökumenischem Hintergrund, soweit diese einen Abschnitt ‚Apokryphen‘ bzw. ‚Spätschriften des Alten Testaments‘ enthalten“.
Deuterokanonische Bücher
- Judit
- Tobit
- Baruch
- Jesus Sirach
- Weisheit Salomos
- 1. Makkabäer
- 2. Makkabäer

Diese Bücher sind in katholischen Bibeln unter den Büchern des Alten Testamentes mit eingereiht, in evangelischen Bibeln stehen sie im Abschnitt „Apokryphen“ als Anhang zum Alten Testament.
Deuterokanonische Textpassagen zu protokanonischen Büchern
- Zusätze zum Buch Daniel
- Zusätze zum Buch Ester

Diese Texte sind in katholischen Bibeln Bestandteile des protokanonischen Buches. In evangelischen Bibeln werden sie wie Bücher unter den Apokryphen eingereiht, obwohl sie sich nicht alle fortlaufend lesen lassen, sondern stückweise an unterschiedlichen Stellen des protokanonischen Buches einzufügen sind.
In katholischen Bibeln nicht enthaltener Text
- Gebet des Manasse

Dieses kurze Gebet ist in evangelischen Bibeln unter den Apokryphen eingereiht und findet sich nicht in katholischen Bibeln, weil es nicht als (deutero)kanonisch anerkannt ist.
Die übrigen Teile der Septuaginta, die sich nicht im jüdischen und evangelischen Kanon befinden (3. Buch Esra, 3. und 4. Buch der Makkabäer und die Psalmen Salomos), werden auch von der katholischen Kirche als apokryph abgelehnt. Sie finden sich aber vereinzelt in den Kanones der orthodoxen oder anderer Kirchen. Die einzelnen Handschriften der Septuaginta aus dem 4. und 5. Jh. haben unterschiedlichen Umfang, also kann man nicht von einem klaren „Septuaginta-Kanon“ sprechen. Der Codex Alexandrinus etwa beinhaltet alle vier Makkabäerbücher, der Codex Sinaiticus 1. Makkabäer und 4. Makkabäer, und der Codex Vaticanus überhaupt keines von diesen vier Makkabäer-Büchern.

## Kirchliche Rezeption
Die ersten Christen hatten ein unbefangenes Verhältnis zur Septuaginta (LXX). Aus ihr stammen im Neuen Testament die meisten Zitate des Alten Testaments. Das Neue Testament zitiert einige Male aus Texten, die nicht in der hebräischen Bibel (Tanach) zu finden sind, allerdings auch nicht in den deuterokanonischen Büchern. Beispielsweise zitiert Judas 14 Henoch, und Titus 1,12 einen griechischen Dichter (wahrscheinlich Epimenides). Das zeigt, dass ein solches Zitiertwerden nicht unbedingt auf eine kanonische Anerkennung hinweist. Mehrmals wird „die Schrift“ zitiert, ohne dass das Zitat klar zugeordnet werden kann (Joh. 7,38, 1.Kor. 2,9; Jak. 4,5). Im Neuen Testament finden sich ungefähr 300 klare Bezugnahmen auf das Alte Testament (darin keine einzige auf ein deuterokanonisches Buch). Manche Ausgaben des Neuen Testaments haben Register mit Tausenden Parallelen; solche sind aber – als mögliche, nicht sichere Bezugnahmen – wenig aussagekräftig. (Solche Parallelen lassen sich zu vielen Texten finden, wobei unklar ist, ob der spätere Autor den früheren Text gemeint oder auch nur gekannt hat.)
Gelegentlich zitieren die apostolischen Väter und frühen Kirchenväter aus deuterokanonischen Schriften. Der Autor des Barnabasbriefes zitiert u. a. aus dem Buch Jesus Sirach, Polykarp zitiert Tobit, die Didache zitiert Weisheit Salomos und Sirach. und der Erste Klemensbrief zitiert Weisheit. Das Schwergewicht bei ihren Zitaten liegt aber immer auf einigen protokanonischen Büchern, nämlich auf Jesaja, dem Buch der Psalmen, dem Zwölfprophetenbuch und dem Pentateuch. Die übrigen Bücher werden seltener verwendet, und aus solchen gelegentlichen Bezugnahmen lässt sich kaum Sicherheit über deren kanonische Geltung gewinnen.
Diskussionen über die kanonische Anerkennung bestimmter Bücher wurden von Theologen geführt. Für die Gemeinden waren solche Abgrenzungen „Grenzfragen“, die sie insbesondere beim Alten Testament selten betrafen. Denn die Gemeinden besaßen – bis weit ins 4. Jh. hinein – bloß einen Teil der Bücher des Alten Testaments, etwa Pentateuch, Psalter und Jesaja. Die Frage, welche Geschichtsbücher des Alten Testaments (die sie ohnehin nicht besaßen) kanonisch sind und welche nicht, war für die Gemeinden daher nicht so relevant.
Durch Melito von Sardes († um 190) wurde erstmals im Christentum eine genaue Liste der Bücher des Alten Testamentes bekannt gemacht. Er hatte im Heiligen Land Erkundigungen eingeholt und kam zu dem Schluss, dass nur die Bücher des jüdischen Kanons zum Alten Testament gehören. In der Folge schlossen sich eine Reihe von – vor allem östlichen – Kirchenvätern dieser Position mit kleinen Variationen an. Dazu gehörten die hebräischkundigen Kirchenväter: Origenes, der Kommentare zur Mehrzahl der biblischen Bücher verfasste, aber zu keinem einzigen deuterokanonischen Buch, und der einflussreiche Hieronymus. Dieser sah die nicht im hebräischen Kanon befindlichen Schriften als außerkanonisch an, nahm sie aber dennoch in seine Bibelübersetzung, die in der lateinischen Kirche später über mehrere Jahrhunderte verbindliche Vulgata, auf und zitierte auch aus ihnen, zum Teil als „heiliger Schrift“. Er prägte auch den Begriff „apokryph“: Hieronymus bezeichnete damit die deuterokanonischen Schriften, die durchaus „zur Erbauung des Volkes“ gelesen werden können, auch wenn sie seiner Auffassung nach nicht der Bibel angehörten, im Gegensatz zu Athanasius vor ihm, der die Bezeichnung für als häretisch angesehene Bücher verwendete, welche biblischen Status beanspruchten.
Am Ende des 4. Jahrhunderts (um 375) entstand erstmals ein Kommentar zu einem deuterokanonischen Buch: Ambrosius von Mailand schrieb De Tobia. Überhaupt wurden im Westen die deuterokanonischen Schriften, insgesamt gesehen, sehr geschätzt. Bestimmend wurde die Position von Augustinus, der ihre Kanonizität gegen Hieronymus verteidigte. Seine Position wurde in einer Reihe von afrikanischen Plenarkonzilien, an denen Augustinus teilnahm, beginnend mit dem Plenarkonzil in Hippo 393, und einigen päpstlichen Schreiben bestätigt.
Damit war in der lateinischen westlichen Kirche die Diskussion um den Kanon des Alten Testaments nach etwa 400 n. Chr. im Grunde abgeschlossen, und bis zur Reformation wurde bis auf wenige Ausnahmen der heute in der römisch-katholischen Kirche gültige Kanon vorausgesetzt.
Auch in den östlichen Kirchen setzte sich später die Überzeugung von der Kanonizität deuterokanonischer Schriften durch. Sie werden dort „Anaginoskomena“ genannt. Allerdings werden dabei zum Teil noch zusätzliche Schriften der Septuaginta, vor allem 3. Makkabäer und 1. Esra – von katholischen Autoren 3. Esra genannt –, und im Falle der äthiopischen Kirche zudem die in der Septuaginta nicht enthaltenen Bücher Henoch und 4. Esra.

## Reformation
Im Rückgriff auf Hieronymus lehnten die Reformatoren den kanonischen Status der deuterokanonischen Schriften ab. Hier machte sich der Einfluss des Humanismus auf die Reformatoren geltend. Das Bestreben war, ad fontes, also zu den ursprünglichen Quellen zu gelangen, insofern wurde die hebräische Tradition wiederentdeckt. Einige, wie vor allem Luther, folgten Hieronymus auch in der Verwendung des Begriffes „apokryph“ und ihrer durchaus positiven Einschätzung. So fügte Luther sie – mit dem Gebet des Manasse – seiner Bibelübersetzung mit der Überschrift „Apocrypha: das sind Bücher: so der heiligen Schrifft nicht gleich gehalten /vnd doch nützlich vnd gut zu lesen sind“ als Anhang an das Alte Testament an.
Später setzte sich die Ablehnung konsequenter durch, und die apokryphen Bücher wurden in evangelischen Bibelübersetzungen zum Teil nicht mehr aufgenommen. In heutigen Bibelübersetzungen sind sie teilweise wieder enthalten, werden jedoch kritisch kommentiert.
Vor allem in Reaktion auf die Position der Reformatoren wurde auf dem Konzil von Trient am 8. April 1546 für die katholische Kirche der Kanon – einschließlich der deuterokanonischen Schriften – verbindlich festgelegt. Dabei wurde auch geregelt, dass sie den übrigen Büchern der Heiligen Schrift als gleichrangig zu betrachten sind.